# Тафарай, Нкоси
Нкоси Тафарай Берджесс (англ. Nkosi Tafari Burgess; 23 марта 1997, Манхэттен, Нью-Йорк, США) — американский футболист, центральный защитник клуба «Даллас».

## Карьера

### Университетский футбол
В 2015 году Берджесс поступил в Коннектикутский университет на специальность «Коммуникации». В 2016—2018 годах за университетскую футбольную команду «Юконн Хаскис» сыграл 46 матчей, забил один мяч и отдал одну результативную передачу.
В 2019 году Берджесс перевёлся в Сиэтлский университет. За университетскую футбольную команду «Сиэтл Редхокс» сыграл 20 матчей, забил один мяч и отдал одну результативную передачу. Был признан лучшим игроком оборонительного плана Западной атлетической конференции и был включён в первую символическую сборную региона по версии профессиональной ассоциации футбольных тренеров.

### Клубная карьера
9 января 2020 года на Супердрафте MLS Берджесс был выбран в первом раунде под общим 14-м номером клубом «Даллас». Клуб подписал с ним контракт 18 февраля. Его профессиональный дебют состоялся 3 октября в матче «Норт Тексаса», фарм-клуба «Далласа» в Лиге один ЮСЛ, против «Форт-Лодердейла». 7 октября в матче против «Чаттануга Ред Вулвз» он забил свой первый гол в профессиональной карьере. За «Даллас» дебютировал 19 июня 2021 года в матче против «Миннесоты Юнайтед». 21 августа в техасском дерби против «Хьюстон Динамо» он забил свой первый гол за «Даллас». 17 декабря Тафарай подписал с «Далласом» новый трёхлетний контракт с опциями продления на сезоны 2025 и 2026.

### Личная информация
В 2021 году Нкоси объявил, что будет использовать как фамилию своё второе имя Тафарай, а не Берджесс, решив дистанцироваться от фамилии, которая «передавалось от хозяина к рабу», и заявив: «Я хочу вернуться к своим корням и гордиться тем, что я африканец».